# Fuenllana (kommunhuvudort)
Fuenllana är en kommunhuvudort i Spanien.   Den ligger i provinsen Provincia de Ciudad Real och regionen Kastilien-La Mancha, i den centrala delen av landet, 200 km söder om huvudstaden Madrid. Fuenllana ligger 910 meter över havet och antalet invånare är 274.
Terrängen runt Fuenllana är platt, och sluttar västerut. Runt Fuenllana är det mycket glesbefolkat, med 5 invånare per kvadratkilometer. Närmaste större samhälle är Infantes, 5,1 km väster om Fuenllana. Trakten runt Fuenllana består till största delen av jordbruksmark.